# 匈人帝國
匈人帝國（370年–469年）是匈人在欧洲建立的遊牧帝国，控制地區从中亚大草原到相当于如今的弗兰德尔；从多瑙河河谷到波罗的海海滨。其領土包括現今的德國大部分、中歐、巴爾幹和烏克蘭。它的西部和西南部和西羅馬帝國接壤，東南方與東羅馬帝國接壤，但是北部和東部邊界無法確定。453年阿提拉死亡後，在領導權和繼承權的鬥爭下，帝國開始解體；469年阿提拉的兒子鄧吉西克陣亡後，帝國最終滅亡。

## 起源
匈人被一些學者認為是古代中國文獻中記載的匈奴，但學術界目前還沒有形成一致的看法。根據秦漢时的汉籍史料等文獻記載，當時匈奴活躍於中國北疆境外及中亞的准噶尔盆地、塔里木盆地、中亚河中地区和图兰地区。其戰鬥力和機動性较高，使他們在与对方作战中經常佔有優勢，尤其在與一些农耕文明的民族作戰時。後來匈奴於东汉初期屢被鲜卑、南匈奴、东汉打敗後，匈奴的一分支北匈奴于155年被鲜卑沉重打击下，最终于158年被丁零击败之后開始西迁到图兰地区。有人認為他們就是於372年左右進入了歐洲的匈人的祖先。现代中文书籍有时也把他们称为“匈奴人”，但他们和中国古代的匈奴是否有血緣關係或系同一民族尚无定论。但是在2006年，法国和匈牙利遗传学者利用2300年前的古代匈奴贵族尸体，与现在在蒙古地区的蒙古人群体、雅库特人群体、以及现代安纳托利亚的土耳其人群体，进行的Y染色体和线粒体、常染色体DNA分析。结果表明，古代匈奴和当代蒙古人群为延续世系，而现代土耳其人与蒙古人更多的是文化和语言学上的交流而非基因上的交流。匈奴人和西伯利亚的雅库特人也没有血缘关系。日本学者杉山正明认为，匈奴是由多民族与多人种混合结盟所形成的国家，不是民族或人种的称呼。匈人继承了这个国家名称。认为这两个民族系出同源的最主要证据是北匈奴西迁和三百年后在欧洲出现的匈人时间上的吻合。

## 歷史

### 早期

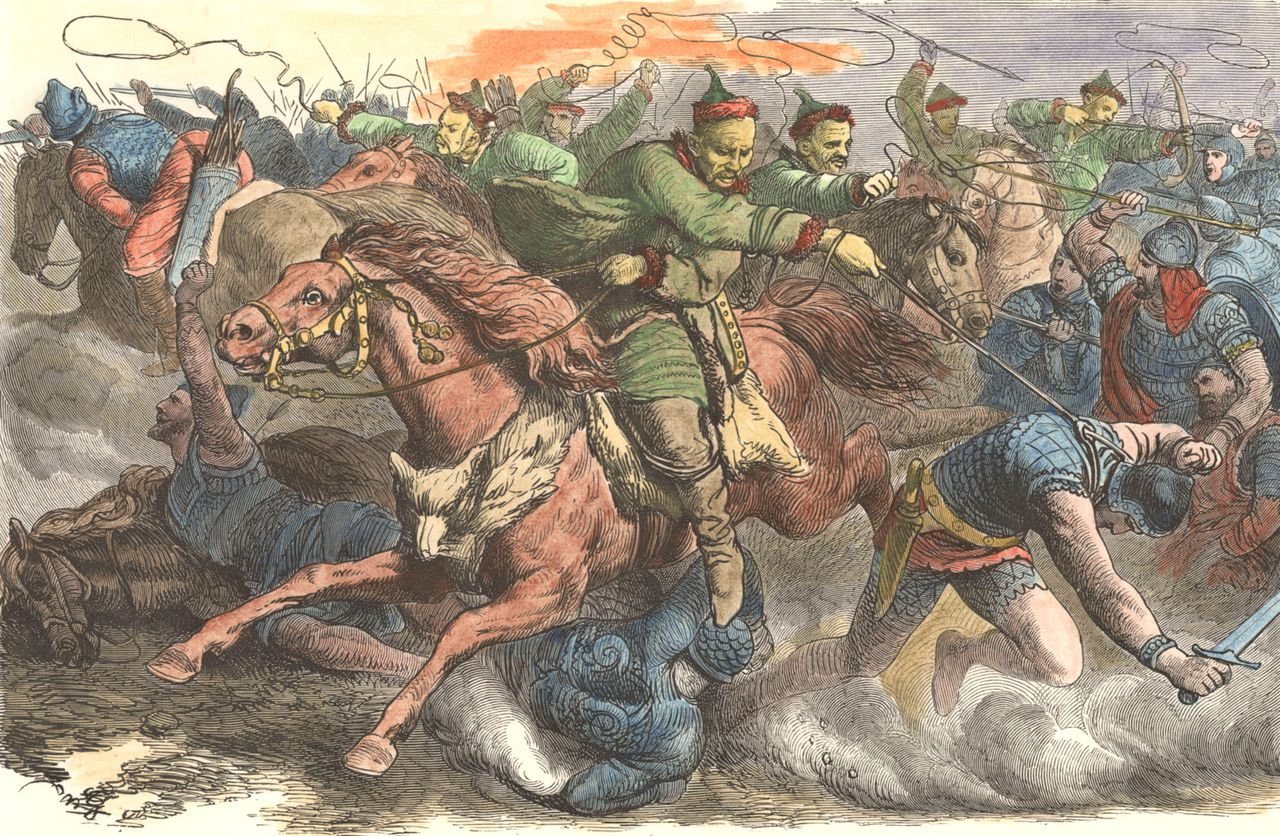
匈人與阿蘭的戰爭

350年，當時的阿蘭國堪稱强國，阿蘭王傾全國之兵與匈人軍戰於頓河沿岸，卻遭慘敗，阿蘭王被殺，阿蘭國滅，阿蘭餘部最終臣服於匈人。匈人在西方史書第一次出現即伴隨著阿蘭國的滅亡，整個西方世界為之震動。滅亡阿蘭國後，匈人在頓河流域附近逗留了幾年，然後在他們年邁的國王巴蘭比爾的帶領下繼續向西方进攻。

### 中期
432年，匈人各部落在魯嘉的領導下完成了統一。434年魯嘉死後，他的兩個姪子阿提拉和布萊达便繼承了他而統治着匈人。之後他們的勢力快速擴展，並開始與當時的东羅馬皇帝狄奧多西二世相討歸還幾個在东罗马帝國庇護下的叛教部族。於翌年，阿提拉和布莱达於马古斯（Margus，現波扎雷瓦茨，塞爾維亞境內城市）會見了东罗马帝國的代表團，在談判後並達成一個十分成功的條約：东罗马承諾歸還叛教部族（這些部族曾經協助东罗马對抗汪達爾人），並把以往每年對匈人的350羅馬鎊（約114.5千克黃金）納貢增加兩倍，開放更多的市場予匈人商人互市，並為每個被俘虜的羅馬人支付8個金幣的贖金。在簽署條約後，匈人為了鞏固和加強他們的帝國，便从东罗马帝国的邊疆撤向欧洲內陸地區。而狄奧多西二世便藉此機會，建立了君士坦丁堡的城牆，並沿多瑙河建立防禦工事，增強了东罗马帝國的防禦能力。
在接下來的五年，匈人未有再對东罗马帝國進行大規模進攻，而是轉而向埃兰沙赫尔進攻。但是，當他們在亞美尼亞遭到埃兰沙赫尔還擊打敗後，阿提拉和布萊达便放棄攻占波斯。440年，匈人再次把注意力放到东罗马帝國，並屢次侵擾多瑙河北岸的商人市場。阿提拉和布莱达指責东罗马人未履行他們的條約，更聲稱马古斯的主教褻瀆了在多瑙河北岸（潘诺尼亚和雷蒂亚）的匈人皇家墳墓，要挟要再次進攻东罗马。阿提拉率領匈人橫渡了多瑙河，把伊利里亞地區（今巴爾幹半島西部地區）和色雷斯地區徹底摧毀，其中還包括了首府费米拉孔。匈人一直推进到马古斯，在此當匈人正與东罗马人相討交出主教的條件時，該名主教出逃並放棄了此城。
狄奧多西二世在汪達爾人的領袖盖薩里克于429年佔領迦太基以及埃兰沙赫尔皇帝伊斯特格德二世入侵亞美尼亞後，決定撤走多瑙河沿岸的防禦工事，使得阿提拉和布萊达更容易進攻巴爾幹半島。441年，匈人军队先後攻陷了马古斯、费米拉孔、辛吉度努姆（今貝爾格萊德）及色米姆等城市，直至翌年狄奧多西二世從北非調回他的軍隊，以及發行新金幣支付軍費，才暫時遏止了阿提拉的攻勢。在此之後，他認為已有足夠力量對抗阿提拉，便拒絕了匈人的要求。
在要求被拒後，阿提拉和布萊达於443年再沿多瑙河沿岸發動大規模進攻，並侵佔了軍事重鎮Ratiara，及圍攻了Naissu（今塞爾維亞尼什）。在此兩戰中，匈人首次使用了攻城槌及攻城車等重形裝備。然後匈人軍隊再度攻占了巴爾幹半島，沿著尼沙瓦河攻陷了謝爾迪卡（今保加利亞首都索菲亞）、菲立普波里斯（今保加利亞城市普羅夫迪夫）、呂萊布爾加茲（今土耳其境內城市）等大城市，最後攻至东罗马帝国首都君士坦丁堡。
匈人雖然消滅了城外的羅馬守軍，但由於欠缺攻城武器，所以面對着君士坦丁堡的巨大城牆只能圍困該城。
在長期圍困後，狄奧多西二世投降，命皇室使節亞納多留斯與阿提拉相議和平條約。最終狄奧多西二世與阿提拉達成恊議，簽訂一條更嚴厲且苛刻的條約：东罗马同意賠償6,000羅馬鎊（約1963千克黃金）作為早前毀約的懲罰，而每年納貢增加三倍至2,100羅馬鎊（約687千克黃金），至於每個被俘虜的羅馬人支付的贖金亦增至12個金幣。這些條款雖然為东罗马帝國帶來更沉重的負擔，但亦暫時滿足了匈人的慾望，使他們再次撤向欧洲內陸地區。根據约尔丹尼斯及普利斯庫斯的著作記載，約於445年，即匈人撤向內陸地區後不久，布萊达便被阿提拉殺害。在殺害布莱达後，阿提拉成為唯一統治匈人的君主，並再度將矛頭指向东罗马帝國。

### 帝國鼎盛

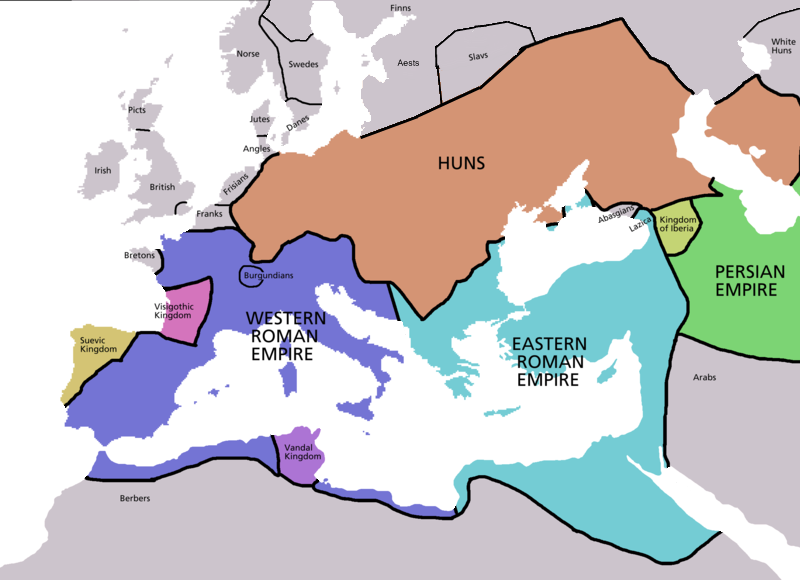
450年的欧洲政体边界近似地图

由448年至450年，匈人帝國的版圖到了盛極的地步：東起自鹹海，西至大西洋海岸；南起自多瑙河，北至波羅的海。這廣大區域的一帶附屬國，都有自己的國王和部落酋長，平日向阿提拉稱臣納貢，戰時出兵參戰。在阿提拉在政的時期，他甚至派出使節團到其他國家進行外交考察，以此拉攏同盟、強化貿易活動。

### 進軍西方
450年，阿提拉開始把注意力集中在西歐，並向西羅馬帝國表示願意與之結盟，共同對付政治核心在阿基坦高卢圖盧茲的強大西哥特王國。在此之前阿提拉與西羅馬帝國，尤其與當時已成為大公的埃提烏斯（幼時被作為人質交換至匈人帝國）維持著一段良好的關係。在當時，匈人軍隊對巴斯克人和哥德人的節節勝利，使阿提拉在西歐已獲得「大元帥」（magister militum）的稱號。而汪達爾王盖萨里克，在懼怕西哥特王国人的陰影下，對西歐其他各部族的外交努力亦對提升阿提拉在西歐的影響力産生幫助。
但西羅馬皇帝瓦倫丁尼安三世與他的姊姊奧諾莉亞就阿提拉提出的建議卻持相反意見，奧諾莉亞為了逃避與一名宮廷官員的婚约，竟於當年春季主動向阿提拉求婚，阿提拉在考慮過之後接受了她的提議，但卻同時提出要以帝國的一半管治權作為嫁妝。瓦倫丁尼安三世得知後，斷言拒絕了提議並以「提婚不合法」為由回覆了阿提拉，並在攝政太后加拉·普拉西提阿的建議下把霍諾利亞流放。但阿提拉卻沒有被說服，並派遣了使者到拉文納要求進一步的解釋，準備一旦無法獲得滿意的答覆便揮軍进攻西羅馬帝國。
同年，在東罗马帝國统治長達42年的皇帝狄奧多西二世因墮馬而喪生，繼承其位的馬爾西安停止了向匈人的納貢，因為在經過長年累月被匈人和其他蠻族蹂躪後，作為支撐帝國經濟命脈的巴爾幹半島已經無甚可剩了。同時，阿提拉轄下統治的法蘭克人在國王死後他的兩個兒子爆發了爭奪王位的衝突，長子及次子（此人可能是法蘭克墨洛溫王朝的始祖墨洛維）分別向阿提拉與埃提烏斯求援。著名歷史學家J.B. Bury認為，阿提拉介入此舉的最終目的可能是為了把他的帝國跨越高盧擴展至大西洋海岸。
在派遣到拉文納使者得不到答覆，以及加上法蘭克人的求援後，阿提拉決定集結一支龐大軍隊攻向高盧。他從阿蘭人、薩克森人、東哥德人、勃艮第人、赫魯利人等服從匈人統治的部族中抽調軍隊，加上自己領導的匈人騎兵，組成一支混合軍隊进攻西羅馬帝國的高盧。451年，當阿提拉率領大軍推进到西羅馬帝國比利時省時，根據約爾丹尼斯的記載已達50萬（雖然含有誇大成分）。於4月7日他攻陷了梅斯，同時間羅馬主將埃提烏斯正於凱爾特人、法蘭克人和勃艮第人中抽調軍隊。
當阿提拉進一步向西推进後，元老院議員阿維都斯便受命說服西哥特王狄奧多里克，使西哥特人與羅馬人結盟，也構成了一支龐大的軍隊準備與匈人決戰。這支軍隊搶先在阿提拉之前趕到了奧爾良地區（後來的研究指出在羅馬和西哥特聯軍趕到前，奧爾良城已經被匈人攻佔，但在约尔丹尼斯的著作中卻無此記載）以阻止匈人軍隊繼續前進。終於埃提烏斯在大約現今法國的香槟沙隆追上了阿提拉的軍隊，雙方爆發了著名的沙隆战役。惨烈的战役最後以羅馬和西哥特聯軍胜利結束，但西哥特王狄奧多里克在此戰中戰死，而埃提烏斯則因為不能有效控制聯軍被迫將之解散。阿提拉在此戰之後離開了高盧，並說：「我還會回來。」把目標指向意大利本土。

### 衰落
在452年，當阿提拉重新向西羅馬帝國要求對奧諾莉亞的婚姻時，匈人的軍隊同時越過了阿爾卑斯山侵入了帝國的核心——意大利本土。他的軍隊攻占了許多城市，並且把意大利東北的軍事重鎮阿奎萊亞徹底摧毀，使之永久地從地圖上消失。皇帝瓦倫丁尼安三世嚇得從拉文納逃到舊都羅馬，只剩下埃提烏斯留在北部死守，但提供的支援卻很少。最後匈人軍隊在意大利北部的波河停止了攻勢，阿提拉接見了由教宗利奧一世、元老院首席議員阿維努斯及禁衛軍統領特里杰久斯（Trigetius）等當時羅馬帝國內身分最顯赫的人所領導的議和使節團。在一輪相議後，阿提拉決定接受議和條款並撤走，但他也同時警告如果西羅馬帝國違反對奧諾莉亞的婚約時，他會再次入侵羅馬。
對於阿提拉突然撤走的原因，歷史上有不同的說法。其中最可信的原因指出，阿提拉的軍隊當時可能受到軍糧短缺或瘟疫困擾，或者被东罗马帝國軍隊越過多瑙河侵擾後方所逼。而根據普利斯庫斯的記載，另一個可能的原因是因為阿提拉害怕會重蹈410年8月，西哥特王亞拉里克一世攻占羅馬城後不久暴斃的覆轍。這個由預言家阿基坦所發出的預言，經過畫家拉斐爾的畫筆與阿加第的鑿子美化後，形成了一幅由聖彼得和聖保羅保護著教宗，警告蠻族不得入侵「永恆之城」羅馬的畫像。
不久後阿提拉於453年逝世，之後他的後裔退至頓河口分裂成兩部，分別是庫特利格爾匈人，以及烏特利格爾匈人（曾經與西突厥可汗達頭聯手圍攻克里米亞的刻赤），他們互相攻擊，最後大約存在至南俄草原的保加爾人時期。保加爾人被認定與庫格利格爾匈人有關，他們是楚瓦什人的祖先。453年阿提拉死後，匈人退到今匈牙利一带，后来又往东退到今乌克兰的西南部与北高加索。其子厄尔纳克在南俄草原顿河一带活动，这时候东罗马史料中已改用保加尔国（Bulgharei）来称呼厄尔纳克政权。最后一次提及到匈人是东罗马使者到突厥汗国时说到突厥找一位匈人为先可汗人殉。
468年，匈人被東哥特人逐出潘諾尼亞，最後一位匈人首領鄧吉西克被迫率部眾沿多瑙河南下，攻打東羅馬帝國。469年，鄧吉西克被東羅馬軍隊擊殺陣亡，其部隊被殲滅，這一年被視為匈人帝國的終結。

## 影響
有少量的匈人部落徹底消失在異國，在東、西羅馬帝國軍隊服役的匈族軍人不少，大多駐紮在北敘利亞、北非洲與南英格蘭地區，有幾個匈族部落隨西哥特人進入法國與西班牙，有一個匈族部落隨東哥德人進入意大利。
匈人在歐洲建立了一個龐大的帝國，但他們的帝國是短命的。他們的帝國很快被瓦解後，甚至整個民族也消失在歐洲的歷史和文化當中。匈人促成了歐洲歷史的發展，他們把森林裏的日耳曼人推上了歷史舞台，並與後者一起摧毀了羅馬人的時代。帝國的歷史消失後，多元化的封建國家政治開始了，一個幾乎延續至今的歐洲國家的主要劃分格局形成了。

## 匈人君主
| 君主名              | 西文              | 上任時間 | 退位時間  | 其他                                               |
| ------------------- | ----------------- | -------- | --------- | -------------------------------------------------- |
| 巴蘭比爾            |                   | 約350年  |           |                                                    |
| 烏爾丁              | Uldin             |          | 約至412年 | 鲁吉拉之父，阿提拉祖父                             |
| 查拉通              | Charaton          | 約412年  | 419年     | 匈人第一位國王                                     |
| 俄塔                | Oktar             | 約419年  | 約至420年 | 鲁吉拉之兄，在位期間與其兄弟鲁吉拉、蒙杜克共同執政 |
| 鲁吉拉 又作盧支拉斯 | Rua, Rugu Rugilas | 約419年  | 434年     | 在位期間統一匈人各部落                             |
| 蒙杜克              | Mundzuk           | 約419年  | 約至434年 | 鲁吉拉之弟，阿提拉之父                             |
| 布雷達              | Bleda             | 約434年  | 445年     | 蒙杜克之子，阿提拉之兄                             |
| 阿提拉              | Attila            | 約434年  | 453年     | 在位期間與其兄布雷達共同執政                       |
| 愛拉克              | Illak             | 453年    | 454年     | 阿提拉之子，鄧吉西克之兄                           |
| 鄧吉西克            | Dengesik          | 約453年  | 469年     | 阿提拉之子，愛拉克逝世後接任匈人君主               |

## 延伸阅读
- Ammianus, Marcellinus, , 1939  [2019-11-12], （原始内容存档于2023-04-09）
- Golden, Peter B. . Wiesbaden: Harrassowitz. 1992. ISBN 3-447-03274-X.
- Heather, Peter. . English Historical Review. 1995, 90: 4–41.
- Heather, Peter. . Oxford University Press. 2010. ISBN 978-0-19-973560-0.
- Heather, Peter. . New York: Oxford University Press. 2005: 146–167. ISBN 978-0-19-515954-7.
- James, Edward. . Pearson Longman. 2009. ISBN 978-0-582-77296-0.
- Jordanes. Mierow, Charles Christopher Mierow , 编. . Evolution Publishing. 2006. ISBN 1-889758-77-9.
- Kim, Hyun Jin. . Routledge. 23 November 2015. ISBN 9781138841758 （英语）.
- Kim, Hyun Jin. . Cambridge University Press. 2013  [2019-11-12]. ISBN 9781107009066. （原始内容存档于2016-03-04）.
- Maenchen-Helfen, Otto J. . University of California Press. 1973. ISBN 978-0-520-01596-8.
- Man, John. . New York: St. Martin's Press. 2005. ISBN 9780553816587.
- Pohl, Walter. . Bowersock, G. W.; Brown, Peter; Grabar, Oleg  (编). . The Belknap Press of Harvard University Press. 1999: 501–502. ISBN 978-0-674-51173-6.
- Róna-Tas, András. . Budapest: Central European University Press. 1999.
- Schottky, Martin. . 2004  [2019-11-12]. （原始内容存档于2018-09-23）. |article=和|title=只需其一 (帮助)
- Sinor, Denis. .  1. publ. Cambridge [u.a.]: Cambridge Univ. Press. 1990: 177–203. ISBN 9780521243049.
- Thompson, E. A. Heather, Peter , 编. . Blackwell Publishers. 1996. ISBN 978-0-631-15899-8.
- de la Vaissière, Étienne. . Maas, Michael  (编). . Cambridge University Press. 2015: 175–192. ISBN 978-1-107-63388-9.